# Каплун, Мануэль Самойлович
Мануэ́ль Само́йлович Каплу́н (8 (20) июня 1883, Рогачёв, Могилёвская губерния, Российская империя — 29 апреля 1974, Иркутск, РСФСР) — советский врач-дерматовенеролог, доктор медицинских наук (1939), профессор (1939), директор Иркутского государственного медицинского института (1940—1943).

## Биография
Родился 8 июня (20 июня) 1883 года в городе Рогачёв, Могилёвская губерния, Российская империя.
В 1921 году окончил медицинский факультет Екатеринославского университета. С 1924 по 1930 год преподавал ассистентом, с 1930 по 1940 год — доцентом кожных и венерических болезней Днепропетровского государственного медицинского института.
В 1935 году защитил кандидатскую диссертацию на тему «Гистопатология лимфаденитов при сифилисе», в 1939 ― докторскую диссертация на тему «Роль лимфатических узлов в патогенезе сифилиса». В том же году избран профессором.
В 1940 году назначен директором Иркутского государственного медицинского института и избран по конкурсу заведующим кафедрой дерматовенерологии мединститута, заведовал кафедрой до 1972. В 1947 году при кафедре Каплун организовал виварий. Здесь был получен «иркутский штамм бледной трепонемы», переданной позже в экспериментальный отдел Центрального кожно-венерологического института в Москве.
С 1940 по 1974 год был председателем научного общества дерматовенерологов в Иркутской области. На посту директора Иркутского мединститута проработал до 1943 года.
В годы Великой Отечественной войны лечил раненых бойцов Красной армии. Военный врач 2 ранга. Награждён медалями «За победу над Германией в Великой Отечественной войне 1941—1945 гг.», «За доблестный труд в Великой Отечественной войне».
С 1972 по 1974 год трудился консультантом Иркутского областного кожно-венерологического диспансера.
Был членом правления Всероссийского научного общества дерматовенерологов и редакционного совета журнала «Вестник дерматовенерологии» Иркутского медицинского института.
Сфера его научных и практических интересов лежит в области патогенеза сифилиса и хронических дерматозов, совершенствование организационных форм дерматовенерологической и противолепрозной службы.
Был научным консультантом Иркутского клинического лепрозория. Под его руководством выполнялись научные исследования по лепре. Организовывал научно-практические конференции с участием дерматовенерологов и лепрологов Сибири и Дальнего Востока.
Написал более 150 печатных научных работ. Среди его учеников один человек стал доктором и 7 кандидатами медицинских наук.
Скончался 29 апреля 1974 года в Иркутске.